# Ширлі Вокер
Ши́рлі Во́кер (англ. Shirley Anne Walker; 10 квітня 1945, Напа, штат Каліфорнія, США — 30 листопада 2006, Ріно, штат Невада, США), до шлюбу Роджерс — американська композиторка, диригентка, оркестраторка і музикантка. Відома як композиторка голлівудських кінострічок, телефільмів і анімаційних фільмів в жанрі фантастики та фентезі. Ймовірно є першою жінкою, запрошеною єдиним композитором ігрового фільму великої голлівудської кіностудії («Сповідь невидимки»). За свою діяльність двічі удостоєна Денної премії «Еммі». Завдяки своїм досягненням називалася найуспішнішою американською кінокомпозиторкою серед жінок.
У рейтинзі MovieScore Ширлі Вокер знаходиться на 90 місці серед кінокомпозиторів за сукупністю зібраної каси (177 млн доларів) фільмами, над якими вони працювали, і вийшли в прокат в США в період з 2000 по 2009 роки.
Los Angeles Times: «Ширлі Вокер запам'ятають як першопрохідницю серед жінок в області кіномузики».

## Біографія
Росла в каліфорнійських округах Напа і Контра-Коста. Її батьки були музикантами-аматорами. У період навчання в середній школі музично обдарована Ширлі виконувала соло на піаніно в Симфонічному оркестрі Сан-Франциско, а потім вчилася, отримуючи стипендію, в Університеті штату в Сан-Франциско. Навчалася у Роджера Ніксона композиції і у Гаральда Логана в студії фортепіано в Берклі. У Сан-Франциско Ширлі спробувала себе в кіноіндустрії. З 1967 по 1978 роки займалася написанням музики для «промислового кіно» і джинґлів. Вокер брала участь в якості піаністки в симфонічному оркестрі Окленда і фестивальному оркестрі Кабрільо — по два сезони в кожному з них.
У 1978 році Вокер стала причетною до «великого кіно», найнята в якості синтезаторки для запису музики «Апокаліпсису сьогодні» Френсіса Форда Копполи. Потім Вокер працювала композиторкою з Кармайн Копполою над створенням саундтреку для фільму «Чорний скакун». У 1980-х Вокер брала участь у створенні музики для серіалів «Фелкон Хрест» і «Чайна-Біч» і відзначилася внеском у фільми категорії B: «Господар підземної в'язниці» і «Вурдалаки»
У 1992 році Вокер запрошена на зйомки кінострічки «Сповідь невидимки» і ймовірно стала першою жінкою, затвердженою великою голлівудською кінокомпанією в якості єдиного композитора постановочного фільму. Ширлі Вокер спеціалізувалася на жанрах «шутер» і «фантастика», зокрема була співкомпозиторкою анімаційних серіалів, заснованих на коміксах видавництва DC Comics, в тому числі «Бетмен», «Бетмен майбутнього» і «Супермен», написала музику для таких фільмів, як «Турбулентність», «Віллард», «Втеча з Лос-Анджелеса», перших трьох частин серії «Пункт призначення».
В якості оркестраторки і диригентки Вокер багато разів співпрацювала з кінокомпозиторами Денні Ельфманом і Гансом Ціммером.
У 1967 році одружилася з Доном Вокером. У шлюбі народила двох синів: Коліна (1970) та Іена (1972). На кілька місяців пережила чоловіка, який помер у березні 2006 року від раку легенів. Ситуація з тимчасовою ремісією чоловіка надихнула Вокер при написанні концертної п'єси «Oncogenic Quietude» («Канцерогенна тиша»), замовленої для Симфонічного оркестру Санта-Барбари. Щоб відпочити від кінобізнесу, Вокер доглядала за виноградником чоловіка, винищуючи ховрахів. Вона мала ліцензію на використання отруйних хімічних речовин і отрут.
Ширлі Вокер померла у 61-річному віці від ускладнень після інсульту (аневризми мозку) в Медичному центрі Уошо, в місті Ріно, штат Невада, де гостювала у сестри.

## Фільмографія
| Рік         |    | Українська назва                           | Оригінальна назва                                              | Роль         |
| ----------- | -- | ------------------------------------------ | -------------------------------------------------------------- | ------------ |
| 1977 — 1982 | с  | Лу Грант                                   | Lou Grant                                                      | композиторка |
| 1981 — 1990 | с  | Фелкон Хрест                               | Falcon Crest                                                   | композиторка |
| 1982        | ф  |                                            | The End of August                                              | композиторка |
| 1983        | ф  |                                            | Touched                                                        | композиторка |
| 1984        | ф  | Господар підземної в'язниці                | Ragewar                                                        | композиторка |
| 1984        | ф  |                                            | Violated                                                       | композиторка |
| 1985        | ф  | Вурдалаки                                  | Ghoulies                                                       | композиторка |
| 1986        | мф |                                            | Fluppy Dogs                                                    | композиторка |
| 1988 — 1991 | с  | Чайна-Біч                                  | China Beach                                                    | композиторка |
| 1989        | ф  | Раптове багатство                          | Strike It Rich                                                 | композиторка |
| 1990        | ф  | Чикаго Джо і стриптизерка                  | Chicago Joe and the Showgirl                                   | композиторка |
| 1990        | ф  | Дік Трейсі                                 | Dick Tracy                                                     | композиторка |
| 1990 — 1991 | с  | Флеш                                       | The Flash                                                      | композиторка |
| 1991        | ф  | Біле ікло                                  | White Fang                                                     | композиторка |
| 1991        | ф  | Природжений гонщик                         | Born to Ride                                                   | композиторка |
| 1992        | ф  | Сповідь невидимки                          | Memoirs of an Invisible Man                                    | композиторка |
| 1992        | ф  |                                            | Promise Not to Tell                                            | композиторка |
| 1992 — 1995 | с  | Бетмен                                     | Batman                                                         | композиторка |
| 1992        | ф  |                                            | Majority Rule                                                  | композиторка |
| 1992        | ф  | Спалах III: Смертоносний паслін            | Flash III: Deadly Nightshade                                   | композиторка |
| 1993        | ф  | Бетмен: Маска Фантазма                     | Batman: Mask of the Phantasm                                   | композиторка |
| 1994        | ф  | Мара готелю «Морський стрімчак»            | The Haunting of Seacliff Inn                                   | композиторка |
| 1995 — 1996 | с  | Космос: Далекі куточки                     | Space: Above and Beyond                                        | композиторка |
| 1995        | ф  | Пригоди капітана Зума в відкритому космосі | The Adventures of Captain Zoom in Outer Space                  | композиторка |
| 1995        | ф  |                                            | Prelude to Eden                                                | композиторка |
| 1996        | ф  | Крик дитини                                | The Crying Child                                               | композиторка |
| 1996        | ф  | Втеча з Лос-Анджелеса                      | Escape from L.A.                                               | композиторка |
| 1996 — 2000 | с  | Супермен                                   | Superman                                                       | композиторка |
| 1996        | ф  | Щось з космосу 2                           | It Came from Outer Space II                                    | композиторка |
| 1997        | ф  | Турбулентність                             | Turbulence                                                     | композиторка |
| 1997        | ф  | Астероїд                                   | Asteroid                                                       | композиторка |
| 1997 — 1999 | с  | Спаун                                      | Spawn                                                          | композиторка |
| 1997 — 1999 | с  | Нові пригоди Бетмена                       | The New Batman Adventures                                      | композиторка |
| 1997        | ф  | Фольксваген-жук                            | The Love Bug                                                   | композиторка |
| 1998        | ф  | Радіоняня: Звук страху                     | Baby Monitor: Sound of Fear                                    | композиторка |
| 1998        | ф  |                                            | The Garbage Picking Field Goal Kicking Philadelphia Phenomenon | композиторка |
| 1999 — 2001 | с  | Бетмен майбутнього                         | Batman Beyond                                                  | композиторка |
| 2000        | с  | Інші                                       | The Others                                                     | композиторка |
| 2000        | ф  | Пункт призначення                          | Final Destination                                              | композиторка |
| 2001 — 2003 | с  | Проект Зета                                | The Zeta Project                                               | композиторка |
| 2002        | ф  | Зникнення                                  | Disappearance                                                  | композиторка |
| 2002        | ф  | Ритуал                                     | Ritual                                                         | композиторка |
| 2002        | ф  | Пункт призначення 2                        | Final Destination 2                                            | композиторка |
| 2003        | ф  | Віллард                                    | Willard                                                        | композиторка |
| 2003        | ф  |                                            | Rat People: Friends and Foes                                   | композиторка |
| 2006        | ф  | Пункт призначення 3                        | Final Destination 3                                            | композиторка |
| 2006        | ф  |                                            | Kill Shot: The Making of 'FD3'                                 | композиторка |
| 2006        | ф  | Чорне Різдво                               | Black Christmas                                                | композиторка |
| 2012        | ф  |                                            | Beyond and Back                                                | композиторка |
| 2012        | ф  |                                            | Designs for a Future War                                       | композиторка |

## Дискографія
| Релізи    | Релізи                       | Релізи                                  | Релізи                                 |
| --------- | ---------------------------- | --------------------------------------- | -------------------------------------- |
| Рік       | Назва                        | Лейбл                                   | Rate Your Music                        |
| 1992      | Memoirs of an Invisible Man  | Varèse Sarabande Records                | альбом(англ.) на сайті Rate Your Music |
| 1993 2009 | Batman: Mask of the Phantasm | Reprise Records La-La Land Records Inc. | альбом(англ.) на сайті Rate Your Music |
| 1996      | Escape From L.A.             | Milan Records                           | альбом(англ.) на сайті Rate Your Music |
| 1999      | Batman Beyond                | Rhino Records                           | альбом(англ.) на сайті Rate Your Music |
| 2003      | Willard                      | First Artists Management                | альбом(англ.) на сайті Rate Your Music |
| 2010      | The Flash                    | La-La Land Records Inc.                 | альбом(англ.) на сайті Rate Your Music |
| 2011      | Space: Above and Beyond      | La-La Land Records Inc.                 | альбом(англ.) на сайті Rate Your Music |

| Збірки | Збірки                               | Збірки                  | Збірки                                 |
| ------ | ------------------------------------ | ----------------------- | -------------------------------------- |
| Рік    | Назва                                | Лейбл                   | Rate Your Music                        |
| 2008   | Batman: The Animated Series          | La-La Land Records Inc. | альбом(англ.) на сайті Rate Your Music |
| 2012   | Batman: The Animated Series Volume 2 | La-La Land Records Inc. | альбом(англ.) на сайті Rate Your Music |

## Нагороди та досягнення
| Хронологія номинацій та нагород | Хронологія номинацій та нагород                                                    | Хронологія номинацій та нагород                              | Хронологія номинацій та нагород                                                | Хронологія номинацій та нагород                                       |
| Рік                             | Результат                                                                          | Подія                                                        | Категорія                                                                      | Номінований твір                                                      |
| ------------------------------- | ---------------------------------------------------------------------------------- | ------------------------------------------------------------ | ------------------------------------------------------------------------------ | --------------------------------------------------------------------- |
| 1993                            | Номінація                                                                          | Денна премія «Еммі»                                          | Видатні досягнення в музичному керівництві і композиції                        | Епізод «Мистецтво глини: частина II» мультсеріалу «Бетмен»            |
| 1995                            | Номінація                                                                          | Премія «Енні»                                                | Кращі особисті музичні досягнення в області анімації                           | Бетмен (мультсеріал)                                                  |
| 1995                            | Номінація                                                                          | Денна премія «Еммі»                                          | Видатні досягнення в музичному керівництві і композиції                        | Бетмен (мультсеріал)                                                  |
| Номінація                       | Премія «Еммі»                                                                      | Видатні музичні досягнення в музичній композиції для серіалу | Космос: Далекі куточки                                                         |                                                                       |
| 1997                            | Номінація                                                                          | Премія «Енні»                                                | Кращі особисті досягнення: музика в телевізіцній постановці                    | Супермен (мультсеріал)                                                |
| 1998                            | Номінація                                                                          | Денна премія «Еммі»                                          | Видатні досягнення в музичному керівництві і композиції                        | Бетмен і Супермен                                                     |
| 1999                            | Номінація                                                                          | Денна премія «Еммі»                                          | Видатні досягнення в музичному керівництві і композиції                        | Епізод «Legend of the Dark Night» мультсеріалу «Нові пригоди Бетмена» |
| 2000                            | Номінація (спільно з Крістофером Картером, Майклом Макк'юшеном і Лолітою Рітманіс) | Денна премія «Еммі»                                          | Видатні досягнення в музичному керівництві і композиції                        | Бетмен майбутнього                                                    |
| 2001                            | Номінація (спільно з Крістофером Картером, Майклом Макк'юшеном і Лолітою Рітманіс) | Премія «Енні»                                                | Видатні особисті досягнення в саундтреці для телевійної анімаційної постановки | Епізод «The Accomplice» мультсеріалу «Проект Зета»                    |
| 2001                            | Нагорода (спільно з Крістофером Картером, Майклом Макк'юшеном і Лолітою Рітманіс)  | Денна премія «Еммі»                                          | Видатні досягнення в музичному керівництві і композиції                        | Бетмен майбутнього                                                    |
| 2002                            | Номінація (спільно з Крістофером Картером, Майклом Макк'юшеном і Лолітою Рітманіс) | Денна премія «Еммі»                                          | Видатні досягнення в музичному керівництві і композиції                        | Проект Зета                                                           |

## Членство в організаціях
- Американська федерація музикантів[en] (англ. American Federation of Musicians) — з 1962 року
- Національна академія мистецтва і науки звукозапису — з 1978 року
- Американське суспільство композиторів, авторів і видавців — з 1980 року
- Товариство композиторів і піснярів (англ. Society of Composers & Lyricists) — з 1985 року

* Віце-президент — 1988—1992 роки
* У раді директорів — 1986—1994 роки
* Комітет з умов праці (англ. Working Conditions Committee) — 1987—1989 роки
- Академія телевізійних мистецтв і наук (англ. Academy of Television Arts & Sciences) — з 1987 року

* Нагороджувальний комітет — 1987—1988 роки
- Broadcast Music Inc. — з 1993 року
- Академія кінематографічних мистецтв і наук — c 1994 роки;

* Виконавчий комітет музичного відділу (англ. Executive Music Branch Committee) — з 1994 року.